# Silvinho (football, 1977)
Pour les articles homonymes, voir Canuto.
Pour les articles homonymes, voir Silvinho.
Sílvio José Canuto, plus connu sous le nom de Silvinho, est un footballeur brésilien né le 17 janvier 1977. Il est milieu offensif.